# Русский совет
Ру́сский сове́т — созданное П. Н. Врангелем правительство России в изгнании, существовавшее с 5 апреля 1921 года по 20 сентября 1922 года.

## Деятельность
Место создания и начала работы — русское посольство в Константинополе. Врангель вёл политику надпартийности. Он не хотел политических дискуссий между членами Совета, так как считал что это приведёт к расколу в рядах белой эмиграции. В сентябре 1922 года Врангель переехал из Константинополя в Королевство сербов, хорватов и словенцев, сначала в пригород Белграда Топчидер, а затем в Сремски-Карловци, после чего Русский совет был распущен.

### Известные члены Совета
В состав Русского совета входили российские политики самых разных направлений — монархисты, социалисты, кадеты. В состав Русского совета вошли несколько бывших членов Учредительного Собрания. Совет состоял из:
председатель — главнокомандующий генерал Врангель;
от Высшего церковного управления — епископ Вениамин;
от парламентских комитетов — И. П. Алексинский, А. И. Гучков, В. В. Лашкевич, Т. В. Локоть, Н. Н. Львов, граф В. В. Мусин-Пушкин, Л. В. Половцов, Н. П. Савицкий, Г. В. Скоропадский;
от земских гласных — Н. И. Антонов, Ф. Д. Свербеев, граф И. А. Уваров;
от городских гласных — В. М. Знаменский, В. Ф. Малинин, А. И. Мосолов;
от торговли и промышленности — Н. А. Ростовцев, И. Н. Чумаков, Т. И. Шамшин (выбыл из числа членов Совета вскоре после его образования), В. П. Шмидт;
от беженских организаций Королевства СХС — П. В. Скаржинский;
по назначению Главнокомандующего — Г. А. Алексинский, Ю. Н. Данилов, князь Павел Д. Долгоруков, С. Н. Ильин, В. С. Толстов, В. В. Шульгин.

## Вооружённые силы
Русская армия в Галлиполи в мае 1921 года насчитывала почти 50 тысяч человек. Вскоре она была эвакуирована в Королевство СХС и Болгарию и в 1924 году преобразована в РОВС во главе с бароном Врангелем. Также существовала Русская эскадра до 30 октября 1924 г., в составе 4-х отрядов. Также было 6 кадетских корпусов, в Югославии просуществовавшие до 1945 года, во Франции до 1964 года. Последняя русская воинская часть, Шанхайский русский полк, был расформирован в 1947 году. РОВС по-прежнему существует. В Российской Федерации возрождены:
1. Донской кадетский корпус имени императора Александра III, сформированного в 1883, в 1933 влитого в состав корпуса великого князя Константина Константиновича, возрождённого кадетским объединением и РОВС в 1992 году.
2. Второй Донской императора Николая II кадетский корпус, в 1997 г. Андрей Шмеман подтвердил что он является приёмником Версальского кадетского корпуса имени Николая II.
3. исторические клубы бывших формировании РИА и БА.
4. казачьи формирования.

## Финансы
В распоряжении Русского совета оказались ценности Петроградской ссудной казны, часть которых была эвакуирована в 1917 году в Ейск, где попала в распоряжение Правительства Юга России. Их иногда образно называли «серебряным запасом» России. Эти ценности продавались, а средства тратились на содержание содержание русского воинского контингента в Галлиполи. Также в счет снабжения русских войск в Галлиполи власти Франции получили корабли Русской эскадры и все материальные ресурсы (вооружение, обмундирование и товары), вывезенные из Крыма во время эвакуации.

## Совет послов
Был создан в ходе Гражданской войны послами России за рубежом. Послы были сотрудниками Министерства иностранных дел. Они подчинялись сначала Колчаку, затем Врангелю. Они занимали посты послов России вплоть до 1930-х годов. Его председателем стал посол в Риме Гирс. Экс-министр финансов Временного правительства — Бернацкий, стал главой финансового совета. Там же работал экс-председатель Временного правительства князь  Г. Е. Львов. В 1932 году Совет послов возглавил В. А. Маклаков. Один из членов Совета послов (К. Н. Гулькевич) входил в Совещательный комитет при Международном офисе по делам беженцев при Лиге Наций. К 1940 году Совет послов прекратил существование (после признания СССР основными мировыми государствами).
Выделявшиеся императорскому, Временному и антибольшевистским правительствам времен Гражданской войны иностранные кредиты к концу Гражданской войны оставались не полностью израсходованными, имелись также и другие средства на государственных зарубежных счетах. К 1920 году на счетах и в хранилищах разных банков по всему миру насчитывалось российских государственных средств минимум на 100 млн долларов (порядка 9 млрд долларов в современных ценах). Этими средствами распоряжались Совет послов, а также бывший посол в Вашингтоне Б. А. Бахметьев (которого американские власти продолжали считать полномочным представителем России), российское посольство в Токио и представлявший интересы главнокомандующего Русской армией П. Н. Врангеля за рубежом генерал-лейтенант Е. К. Миллер. Эти средства использовались на помощь эмигрантам. 
Для распоряжения ими было в Париже под председательством Гирса был создан финансовый совет, в состав которого вошли Маклаков, князь Г.Е. Львов (в тот момент возглавлявший Земско-городской комитет помощи беженцам) и М.В. Бернацкий, бывший начальник Управления финансов в правительстве Врангеля. Послы Бахметев и В. Крупенский (посол России в Японии), а также поверенный в делах в Лондоне Е. Саблин во время их пребывания во Франции также являлись членами этого совета.  
Часть средств из состоящих в его ведение остатков российских государственных сумм Совет послов для помощи эмигрантам выделял Красному Кресту. Одной из первых мер Совета послов стало выделение 400 000 долларов из средств российского посольства в США на принятие в Югославии 5.000 русских беженцев. В 1921 году Совет послов поддержал сбор и выделение средств в помощь голодающих Поволжья. Некоторая часть средств была вложена в акции и векселя Лондонского для восточной торговли банка (London & Eastern Trade Bank), британского банка преимущественно с российским капиталом и менеджментом с тем, чтобы эти средства («Национальный фонд») сохранить для правительства будущей антибольшевистской России. Финансовый совет Совета послов просуществовал до 1948 года. Последние хранители российских государственных средств за рубежом В.И. Новицкий и А.А. Никольский умерли в 1968 году. 
Представители Совета послов имелись в ряде стран, где возникли колонии эмигрантов из России, но отсутствовали или были закрыты дипломатические представительства России. Эти представители либо были специально направлены Советом в такие государства, либо уже жившие там эмигрантские общественные деятели соглашались взять на себя представительство его интересов.